# Татьянин, Иван Андреевич
Иван Андреевич Татьянин (6 августа 1923 года, Оренбургская губерния — 11 декабря 2002 года, Оренбург) — советский военнослужащий, участник Великой Отечественной войны, полный кавалер ордена Славы, старшина пулеметной роты 1002-го стрелкового полка старшина — на момент представления к награждению орденом Славы 1-й степени.

## Биография
Родился 6 августа 1923 года в селе Кузьминовка, Октябрьского района Оренбургской области,. Окончил 6 классов сельской школы. В 1937 году переехал в город Оренбург. Окончил школу ФЗУ при паровозоремонтном заводе. Работал столяром в пассажирском цехе паровозоремонтного завода.
В феврале 1942 года добровольцем ушел в Красную Армию через Кировский райвоенкомат города Чкалов. С мая 1942 года участвовал в боях с захватчиками. Боевое крещение получил на Сталинградском фронте, был ранен. К весне 1943 года воевал в составе 1002-го стрелкового полка 305-й стрелковой дивизии, с которым прошел до Победы, стал старшиной пулеметной роты. Сражался на Воронежском, Степном, 1-м и 4-м Украинских фронтах. Член ВКП/КПСС с 1944 года.
15 июля 1944 года в бою вблизи села Жуковцы старшина Татьянин под артиллерийско-минометным огнём своевременно обеспечивал пулеметчиков боеприпасами и горячим питанием. 18 июля во время боя один заменил вышедший из строя расчет станкового пулемета и поразил из него до 10 противников. Был представлен к награждению орденом Красной Звезды, но командиром дивизии статус награды был изменен.
Приказом командира 305-й стрелковой дивизии от 24 августа 1944 года старшина Татьянин Иван Андреевич награждён орденом Славы 3-й степени.
28 октября 1944 года в бою за населенный пункт Капишово, старшина Татьянин, когда выбыли из строя командир взвода, а затем и командир роты, принял командование на себя. Подразделение под его командованием отразило 2 контратаки противника, истребив более 30 противников. В рукопашной схватке лично уничтожил двух противников. Был ранен, но поля боя не покинул.
Приказом по частям 38-й армии от 6 декабря 1944 года старшина Татьянин Иван Андреевич награждён орденом Славы 2-й степени.
15-17 января 1945 года при прорыве вражеской обороны в районе населённого пункта Глиник Немецки старшина Татьянин первым поднялся в атаку, провел роту через минное поле противника, ворвался в его траншею, где гранатами подорвал пулемет с 5 гитлеровцами, а 2 взял в плен. 21 января при форсировании реки Дунаец с пулеметным расчетом первым в полку преодолел реку. Заняв выгодную позицию, шквальным огнём уничтожил много вражеской пехоты.
Указом Президиума Верховного Совета СССР от 29 июня 1945 года за образцовое выполнение боевых заданий командования на фронте борьбы с немецкими захватчиками и проявленные при этом доблесть и мужество старшина Татьянин Иван Андреевич награждён орденом Славы 1-й степени. Стал полным кавалером ордена Славы.
В 1947 году был демобилизован. Вернулся на родину.
В 1970 году окончил вечернее отделение Оренбургского автодорожного техникума. Работал на автобазе № 3 треста «Оренбургстройтранс», откуда ушёл на заслуженный отдых в 1980 году. Занимался общественной работой в Совете ветеранов. В 1995 году присвоено звания Почётного гражданина города Оренбурга.
Жил в городе Оренбург. Скончался 11 декабря 2002 года. Похоронен на кладбище «Степное»
Награждён орденом Отечественной войны 1 степени, Славы 3-х степеней, медалями, в том числе двумя медалями «За отвагу», Дукельской памятной медалью.